# Pivovar Polička
Pivovar Polička (Měšťanský pivovar v Poličce) - browar regionalny, położony w czeskim mieście Polička.

## Historia
Pierwszy browar powstał w miejscowości w 1517 roku; piwo warzono w licznych domach znajdujących się w obrębie murów miejskich. W 1771 roku założono browar miejski (mieszczański) w miejscu dzisiejszej słodowni i restauracji Pivovar, który produkował piwo do połowy XIX wieku.
W latach 1864–65 wybudowano nowy budynek browaru, w którym mieści się on do dziś. W 1948 roku zakład znacjonalizowano i jego przynależność kilkukrotnie się zmieniała: przez rok był częścią przedsiębiorstwa Orlické pivovary n.p., następnie od 1955 do 1989 roku wchodził w skład Východočeských pivovarů Hradec Králové n.p.., w końcu do 1994 roku spółki Pivovary Hradec Králové s.p.. W 1994 roku browar wrócił do potomków przedwojennych właścicieli.
W 2013 roku uwarzył ponad 102 tysiące hektolitrów piwa, najwięcej w Pardubickim kraju.

## Marki piwa
- Hradební - světlé výčepní 10° - piwo niepasteryzowane,
- Hradební - tmavé výčepní 10° - piwo niepasteryzowane ciemne,
- Otakar - světlý ležák 11° - piwo niepasteryzowane,
- Záviš - světlý ležák 12° - piwo niepasteryzowane,
- Otakar - světlý ležák 11° - piwo niepasteryzowane i niefiltrowane,
- Záviš - světlý ležák 12° - piwo niepasteryzowane i niefiltrowane[2],
- František Bittner - světlé speciální 13°,
- Eliška - tmavé speciální 13°, piwo ciemne, warzone tylko trzy razy w roku.